# الجمعية الشرقية الأمريكية
الجمعية الشرقية الأمريكية (بالإنجليزية: American Oriental Society)‏ هي جمعية تعني بدراسة الشرق. أسست عام 1842م. تصدر الجمعية مجلة باسم «مجلة الجمعية الشرقية الأمريكية». للجمعية ارتباط وثيق بجامعة ييل.

## وصلات خارجية
- موقع الجمعية الشرقية الأمريكية